# Bibras Natkho
Bibras Natkho, uváděný i jako Bibras Natcho, (hebrejsky ביברס נאתכו; adygejsky Бибэрс Натхъо; * 18. února 1988 Kafr Kama) je izraelský profesionální fotbalista, který hraje na pozici středního záložníka za srbský klub FK Partizan a za izraelský národní tým.

## Klubová kariéra
Natkho hrál ve své profesionální kariéře za kluby Hapoel Tel Aviv (Izrael), Rubin Kazaň (Rusko), PAOK Soluň (Řecko), CSKA Moskva (Rusko).

## Reprezentační kariéra
Bibras Natkho reprezentoval Izrael v mládežnických kategoriích U17, U18, U19 a U21.
V A-týmu Izraele debutoval 3. 3. 2010 v přátelském zápase v Temešváru proti týmu Rumunska (výhra 2:0).